# Borough londonien de Hounslow
Pour les articles homonymes, voir Hounslow.
Le borough londonien de Hounslow (en anglais : London Borough of Hounslow) est un borough du Grand Londres. Fondé en 1965 par la fusion des districts de Brentford, Chiswick, Feltham et d'Heston et Isleworth du Middlesex, il compte 271 523 habitants selon les estimations démographiques de 2019.

## Géographie
Ce district se compose principalement de :
- Brentford
- Chiswick
- Chiswick Park à Chiswick
- Cranford
- Bedfont (à Feltham postalement)
- Feltham (à Hounslow postalement)
- Gunnersbury
- Hanworth, (à Feltham postalement)
- Hatton (à Hounslow postalement)
- Heston (Londres) (à Hounslow postalement)
- Hounslow
- Hounslow West (à Hounslow postalement)
- Isleworth
- Osterley à Isleworth postalement]
- Spring Grove, (à Isleworth postalement)
- Stamford Brook, à Chiswick
- Strand on the Green à Chiswick
- Syon Lane, (à Isleworth postalement)
- Turnham Green, à Chiswick

## Économie
Le siège social d'Air France-KLM UK-Ireland est situé à Hatton Cross, dans le borough de Hounslow.

## Villes jumelles
- Issy-les-Moulineaux

## Images

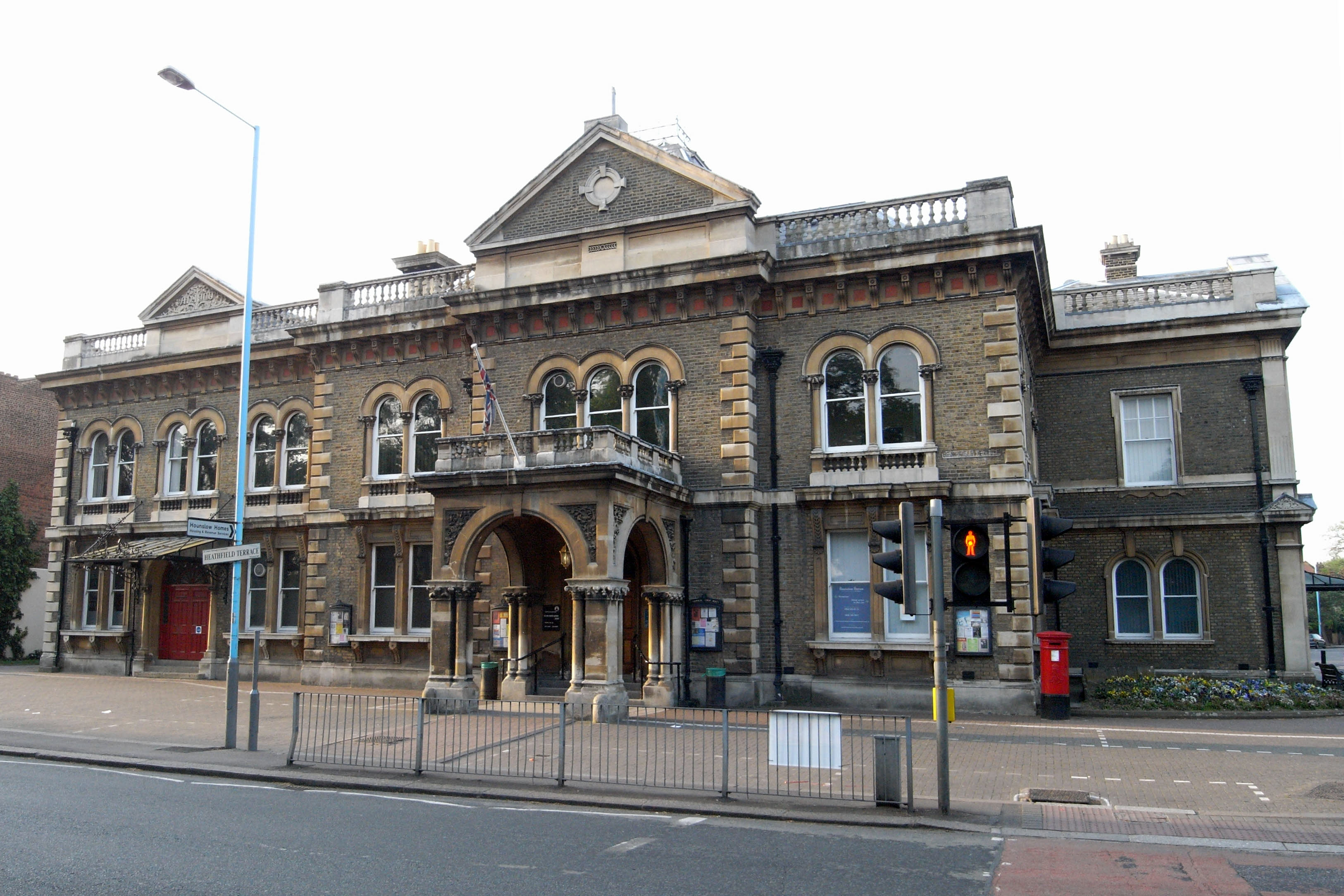
Chiswick Town Hall.
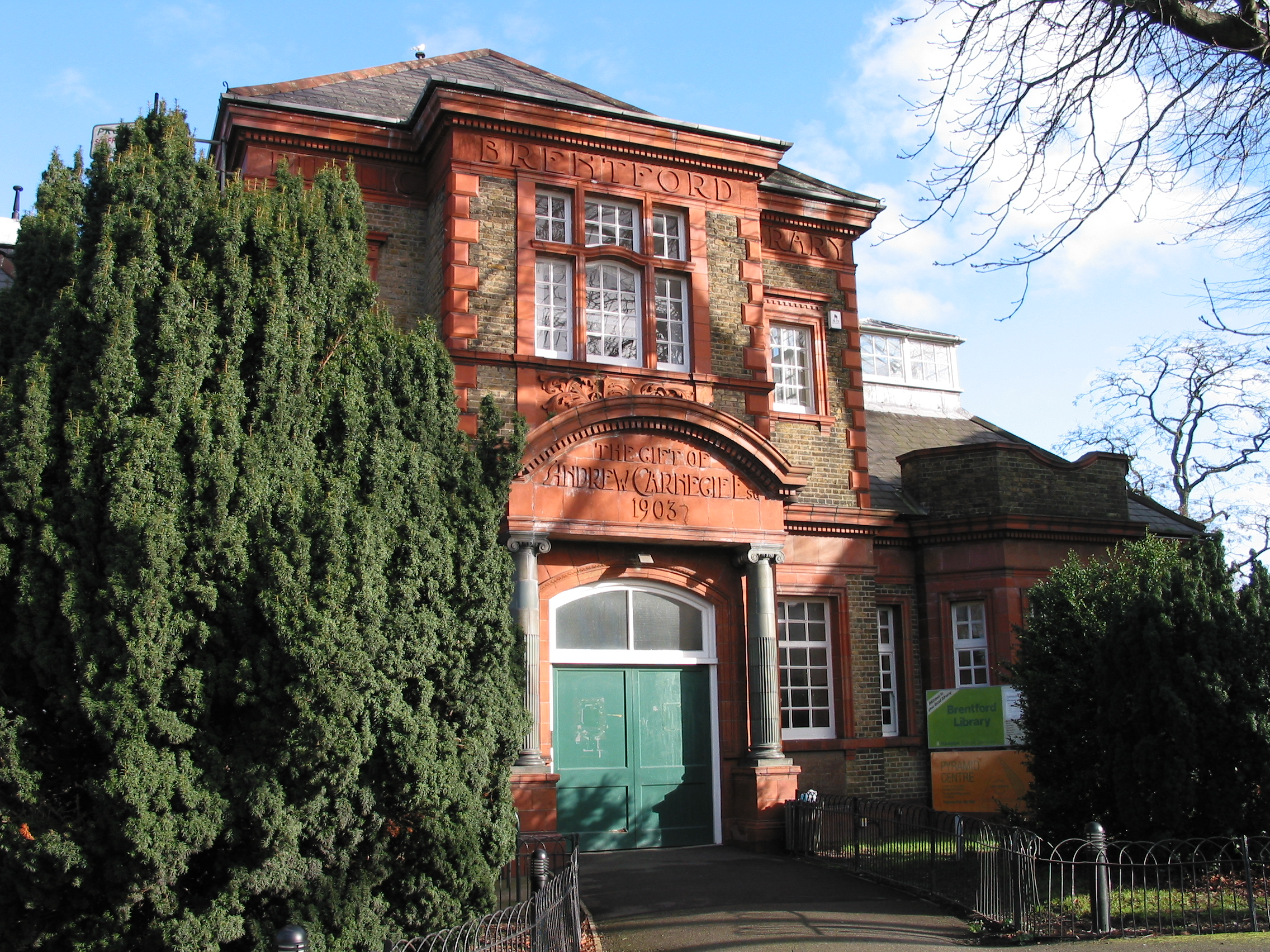
Bibliothèque publique de Carnegie, à Brentford, œuvre de Nowell Parr.
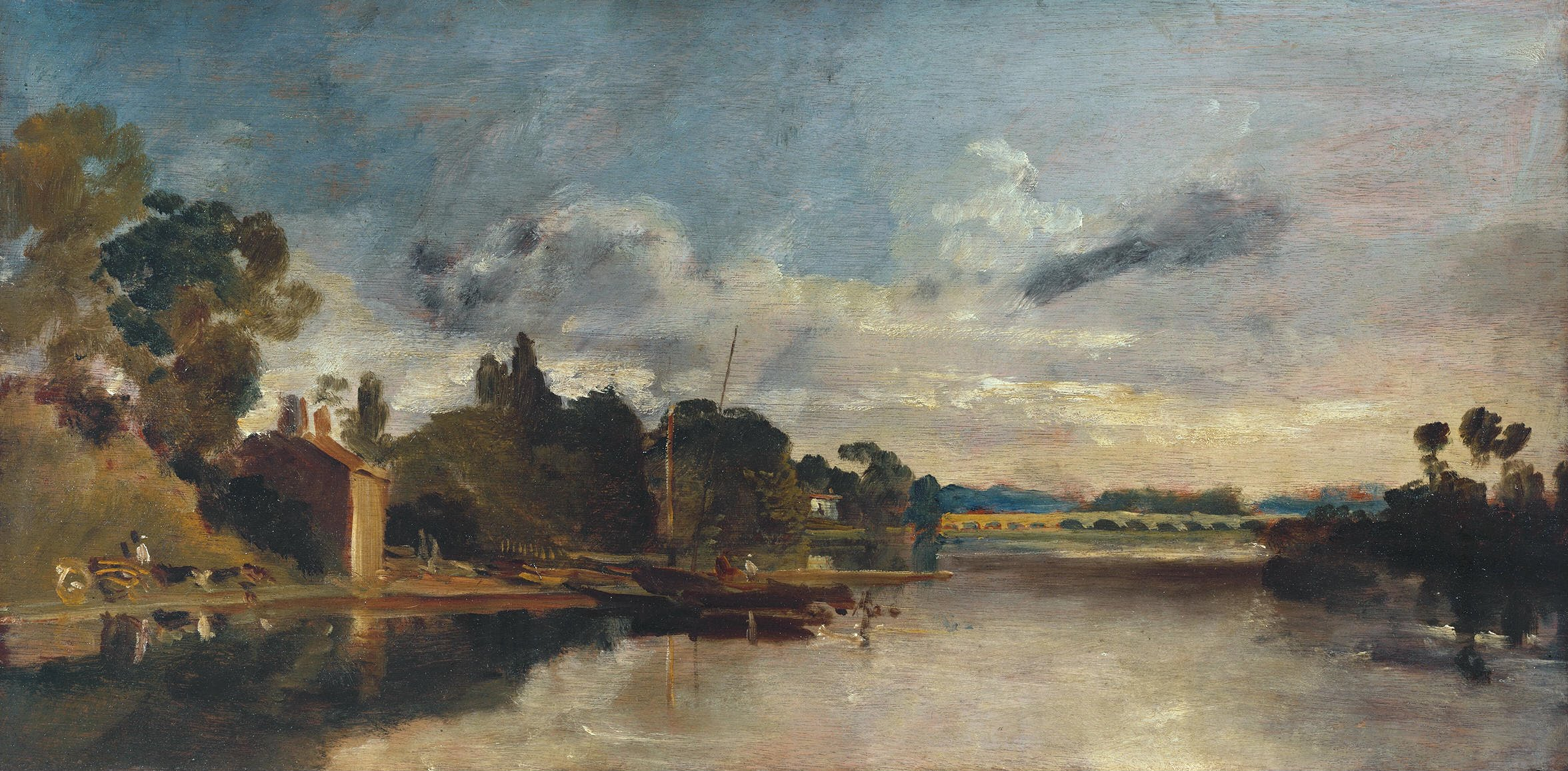
La Tamise près du pont de Walton à Isleworth, par Turner, (1803-1805).
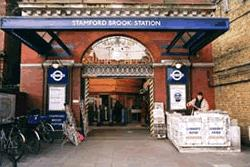
Entrée de la station de métro de Stamford Brook.